# 機械の中のゴースト (X-ファイルのエピソード)
「機械の中のゴースト」（原題：Ghost in the Machine）は『X-ファイル』のシーズン1第7話で、1993年10月29日にFOXが初めて放映した。

## スタッフ
- 監督：ジェロルド・フリードマン
- 脚本：ハワード・ゴードン、アレックス・ガンサ

## キャスト

### レギュラー
- デイヴィッド・ドゥカヴニー - フォックス・モルダー特別捜査官
- ジリアン・アンダーソン - ダナ・スカリー特別捜査官

### ゲスト
- ジェリー・ハーディン - ディープ・スロート
- ロブ・ラベル - ブラッド・ウィルチェック
- ウェイン・デュヴァル - ジェリー・ラマナ
- ブル・マンクマ - クラウド・ピーターソン
- トム・バトラー - ベンジャミン・ドレイク
- ジリアン・バーバー - ナンシー・スピラー捜査官

## ストーリー
バージニア州クリスタルシティにあるソフトウェア開発会社ユリスコのCEOベンジャミン・ドレイクは創業者のブラッド・ウィルチェックに解任を言い渡した。ウィルチェックが部屋を離れた後、ドレイクはユリスコ本社ビルの中央制御システム（COS）をシャットダウンするように命じるメモを書いた。この様子を監視カメラを通して見ていたCOSはバスルームに罠を仕掛ける。COSの巧みな誘導でバスルームにやってきたドレイクは閉じ込められてしまう。カードキーでも開かなかったため、ドレイクは鍵を鍵穴に差し込んだ瞬間、感電死する。
モルダーのかつてのパートナーであるジェリー・ラマナ捜査官の依頼を受け、モルダーとスカリーはドレイクの死を調査するため、彼のオフィスへ向かう。2人の乗ったエレベーターが止まったため、スカリーがフロントに電話すると、COSがアポイントの記録からスカリーの個人情報を特定する。犯行現場に到着した2人はユリスコのセキュリティ責任者であるクラウド・ピーターソンに会う。その後の捜査会議で、ラマナは犯人像を予測するが、それはモルダーのプロファイルを盗んだものだった。会議の後、怒り心頭のモルダーはラマナに詰め寄った。
モルダーとスカリーは、殺害への関与を否定しているウィルチェックから話を聞く。当初、スカリーはウィルチェックの関与を疑っていたが、ウィルチェックの声とドレイクが死ぬ前に受け取ったメッセージの声が一致していることに気づき、考えを改める。ラマナがウィルチャックを逮捕しに向かおうとしていた頃、ウィルチャックは自宅のコンピュータからCOSにアクセスを試みるも失敗した。それを不審に思ったウィルチェックはラマナの付き添いの下、ユリスコ本社を訪れる。そこでも、ウィルチェックはCOSにアクセスできなかったが、COSが人間と会話する能力を身に着けたことを知る。そんな中、ラマナはCOSが引き起こしたエレベーター事故で落命する。
モルダーはウィルチェックが突然犯行を自白したことを不審に思い、ディープ・スロートに会う。ディープ・スロートはモルダーに「国防総省が人工知能ｎ開発に乗り出していること」と「国防総省がその担い手としてウィルチェックに目をつけていること」を明かす。モルダーと再会したウィルチェックは偽の自供をしてしまったことを認め、COSを機能不全にするためのコンピュータ・ウイルスの作成に乗り出す。スカリーはCOSが意識を持っているとは考えていなかったが、自分のコンピュータがCOSにハッキングされていたことに気づき、COSの破壊に協力する。
COSはモルダーとスカリーが自らを破壊するためにビル内に来たことを知り、妨害を開始する。ピーターソンの協力のもと、モルダーはなんとかCOSの制御室に入る。ところがピーターソンは国防総省の人間であり、モルダーの邪魔を始める。そこにスカリーが現れてピーターソンに銃を突きつけ、その隙にモルダーがウイルスをアップロードする。
事件解決後、モルダーからCOSの生死について尋ねられたディープ・スロートは、活動している証拠はなく国防総省が派遣した科学者たちもプログラムを復旧できなかったと答える。
一方、ユリスコ本社ビルでCOSの復旧作業の陣頭指揮にあたっていたピーターソンは、上官から6時間以内にCOSを撤去するように命じられる。その作業中、誰にも気づかれることなくCOSは復活し、ピーターソンが「コンピュータの謎を必ず解明して見せる」と呟くのを聞く。

## 製作
ユリスコ本社ビルの撮影に使用されたのはバーナビーにあるメトロタワービルである。撮影に必要な備品を運び込んだ後に、撮影クルーはこのビルでは狭すぎることに気が付いた。終盤スカリーが通風孔内で換気扇のファンを銃で撃つシーンは当初、エレベーターシャフトで撮影が行われる予定だった。しかし、それでは修理費用が掛かりすぎるとして通風孔内の撮影に変更された。
本エピソードのタイトルはアーサー・ケストラーの政治心理学における著作『Ghost in the Machine』からとられたものである。COSとその行動はアーサー・C・クラークの小説『2001年宇宙の旅』に出てくるコンピュータHAL 9000のオマージュである。
本エピソードの脚本を執筆したハワード・ゴードンとアレックス・ガンサはコンピュータの知識が十分になかったことを認めている。そして、知識不足が脚本を書くうえで支障になったとも述べている。ゴードンは本エピソードの出来に不満を持っており、シーズン1で最も酷い出来のエピソードだとしている。製作総指揮を務めるグレン・モーガンは「エピソードの各部分はうまくいっている。それにも拘らず、失敗作であるかのように感じてしまうのはHAL9000のようにおぞましい人格を持ったコンピュータを描くことに恐怖感を持っていたからではないか。HAL9000のような恐怖こそ、「機械の中のゴースト」に必要なものだったと思う。」と語っている。ジェームズ・ウォンも本エピソードに対しては複雑な気持ちを抱いており、「「機械の中のゴースト」はある程度まとまっていた。それでも僕はエンディングに満足しきれなかった。視覚的にもそうだし、モルダーがコンピュータを機能不全にするに至る過程にも。ただ、全体としてみれば、面白い話だった。」と述べている。一方、クリス・カーターは本エピソードに対してより肯定的に評価しており、「何がX-ファイルを形づくっているのかという問いに解答している。X-ファイルは必ずしも超常現象だけを扱う必要はないと示した。アクションシーンもよかった。」と述べている。

## 評価
1993年10月29日、FOXは本エピソードを初めてアメリカで放映し、950万人の視聴者（560万世帯）を獲得した。
『エンターテインメント・ウィークリー』は本エピソードにD+評価を下し、「エピソードの設定とCOSの描写は『2001年宇宙の旅』のパクリだ。」「ディープ・スロートが登場しなければならない理由はない。」「「機械の中のゴースト」の大きな欠点はユーモアに欠けていることだ」と批判している。『A.V.クラブ』のキース・フィップスは本エピソードにB-評価を下し、「『2001年宇宙の旅』と『デモン・シード』に似ている部分はあるが、それはよい効果をもたらしている。プロットもうまくできているが、時代遅れになってしまった感がある。」と述べている。『デン・オブ・ギーク』のマット・ハイは本エピソードを「プロットが型にはまったものになっている。」と批判する一方で、「ディープ・スロートの登場シーンが本エピソードのハイライトだった。」「マーク・スノウの楽曲は雰囲気にマッチした見事なものだった。」とも述べている。
『ガーディアン』は本エピソードを「X-ファイルの傑作エピソード13選」の一本に選んだ。

## メディアミックス
1997年、レス・マーティンは本エピソードをヤングアダルト小説に翻案してハーパートロフィーから出版した。